# 春日村立六合小学校
春日村立六合小学校 （かすがそんりつ　ろくごうしょうがっこう）は、かつて岐阜県揖斐郡春日村（現・揖斐郡揖斐川町）に存在した公立小学校。

## 概要
- 現在の春日六合が校区であった。1986年、中央小学校、中央小学校古屋分校、美束小学校と統合。春日小学校の新設により廃校。
- 校舎は春日小学校新築のため、1989年から1993年まで春日小学校の仮校舎として使用された。その後解体され、跡地は下ヶ流区ふれあい館の駐車場となっている。

## 沿革
- 1873年（明治6年） - 
  - 幽蘭学校が開校。校区は池戸村、下ヶ流村、上ヶ流村、谷山村、香六村、川合村、中山村、寺本村、種本村、中郷村。
  - 養成学校が分立。
- 1874年（明治7年） - 登高学校（樫村[1]）が分立。
- 1876年（明治9年） - 
  - 進運学校（下ヶ流村）が分立。
  - 谷合小学校が分立。
- 1877年（明治10年） - 幽蘭学校、登高学校、進運学校が統合され、六合学校となる。校区は六合村[2]。樫分教場、上ヶ流分教場、谷山分教場を設置。
- 1886年（明治19年） - 六合簡易科小学校に改称する。
- 1887年（明治20年） - 上ヶ流分教場を廃止。
- 1889年（明治22年）7月1日 - 六合村、美束村、川合村、香六村、小宮神村、中山村が合併し、春日村が発足。
- 1892年（明治25年） - 六合尋常小学校に改称する。
- 1897年（明治30年） - 樫分教場、谷山分教場を廃止。滝地区の児童を小島村の小島尋常小学校へ委託。
- 1905年（明治38年） - 農業補習学校を付設。
- 1911年（明治44年） - 六合尋常高等小学校に改称する。滝地区の児童の小島尋常高等小学校へ委託を解除。
- 1923年（大正12年） - 春日第一尋常高等小学校に改称する。
- 1941年（昭和16年）4月1日 - 春日第一国民学校に改称する。
- 1947年（昭和22年）4月1日 - 春日村立春日第一小学校に改称する。
- 1948年（昭和23年）4月1日 - 春日村立六合小学校に改称する。
- 1955年（昭和30年）4月5日 - 新校舎が完成（六合中学校と共用）。
- 1959年（昭和34年） - 谷山分校を設置。
- 1967年（昭和42年） - 谷山分校を廃止。
- 1986年（昭和61年）3月 - 統合により廃校。